# Les Yeux entr'ouverts
Pour plus de détails, voir Fiche technique et Distribution.
Les Yeux entr'ouverts (Zmruż oczy) est une comédie dramatique polonaise réalisée par Andrzej Jakimowski, sortie en 2003.

## Synopsis
Une fillette de 10 ans fugue pour s'échapper d'un foyer riche avec lequel elle ne s'entend pas.

## Fiche technique
- Titre : Les Yeux entr'ouverts
- Réalisation : Andrzej Jakimowski
- Scénario : Andrzej Jakimowski
- Photographie : Adam Bajerski, Paweł Śmietanka
- Musique : Tomasz Gąssowski
- Costumes : Alexandra Staszko
- Montage : Cezary Grzesiuk
- Producteur: Arkadiusz Artemjew, Tomasz Gąssowski, et Andrzej Jakimowski
- Sociétés de production : Kino Świat
- Sociétés de distribution :
- Pays de production : Pologne
- Langues : polonais
- Date de sortie :
  - Pologne : 24 octobre 2003

## Distribution
- Zbigniew Zamachowski : Jasiek
- Olga Prószyńska[1] : « Petite »
- Rafał Guźniczak : Sosnowski
- Małgorzata Foremniak : la mère
- Andrzej Chyra : le père
- Andrzej Mastalerz : Eugeniusz
- Jerzy Rogalski : Musiał
- Krzysztof Ławniczak : Więcek
- Ryszard Orlik : le chauffeur
- Rafał Walentowicz : le coiffeur
- Justyna Godlewska : la secrétaire
- Alicja Bach : femme qui attend
- Andrzej Golejewski : le menuisier
- Cezary Garbowicz : l'avocat
- Tomasz Wójtowicz : le chauffeur de l'avocat
- Kama Kowalczyk : la sœur de Sosnowski
- Bartek Kuckowski : Dziekońszczuk
- Piotr Dąbrowski : le groom de l'hôtel

## Distinctions

### Récompenses
- Camerimage 2003 : grenouille d'or du meilleur film
- meilleur film lors de la 6e cérémonie des Aigles en 2004
- Aigle du meilleur réalisateur pour Andrzej Jakimowski
- Aigle du meilleur acteur pour Zbigniew Zamachowski (Jasiek)
- 28e Festival du film polonais de Gdynia